# Palaquium oxyspermum
Palaquium oxyspermum är en tvåhjärtbladig växtart som beskrevs av Herman Johannes Lam. Palaquium oxyspermum ingår i släktet Palaquium och familjen Sapotaceae.
Artens utbredningsområde är Samoa. Inga underarter finns listade i Catalogue of Life.